# Claus Thomsen
Pour les articles homonymes, voir Thomsen.
Claus Thomsen est un footballeur danois né le 31 mai 1970 à Aarhus.

## Biographie

### En sélection
- 20 sélections et 0 but avec l'équipe du Danemark entre 1995 et 1999.